# Rasos de Tubau
Els Rasos de Tubau és una petita serralada del nord de Catalunya situada al Prepirineu oriental meridional, a cavall entre el Berguedà i el Ripollès.
El cim màxim és el Pedró de Tubau de 1.543,2 metres.

## Geografia
Els Rasos de Tubau es troba a les comarques del Berguedà i el Ripollès.
La seva ubicació és el punt de canvi de diferents conques fluvials, així al:
- Nord-oest. Els torrents de Solls, i de l'Aranyonet són tributaris del riu Arija, que a la vegada ho és del riu Llobregat, en el seu tram alt i per sobre de l'embassament de la Baells.
- Nord-est. Els torrents de Solanllong, i de Puigbó són tributaris del riu el Merdàs. que a la vegada ho és del riu Freser, i aquest del riu Ter.
- Sud. Els diferents petits cursos fluvials coincideixen a la riera de Merlès, tributaria del riu Llobregat, en el seu tram mig per sota de l'embassament de la Baells.

Amb tot, a causa de la natura calcària del sòl, una gran part de la circulació de les aigües és subterrània i provoca nombrosos fenòmens càrstics.
La part berguedana és íntegrament a l'alt Berguedà.
La pràctica totalitat dels Rasos de Tubau és espai natural protegit i forma part de l'Espai Natural d'Interès Nacional “Rasos de Tubau”, i aquest Espai va ser declarat espai Natura 2000 mitjançant l'Acord del Govern 112/2006, de 5 de setembre, que aprova la xarxa Natura 2000 a Catalunya.

## Geologia
Geològicament es tracta d'un tros de les serres Interiors del Pirineu, on els relleus han sofert els plegaments alpins, parats com ones que s'haguessin estavellat contra la ferma barrera axial pirinenca.
Els terrenys que predominen pertanyen al Cretàcic superior i a l'Eocè; gran part està constituïda per conglomerats, gresos i argiles del Paleogen.